# Pasqual Pinon

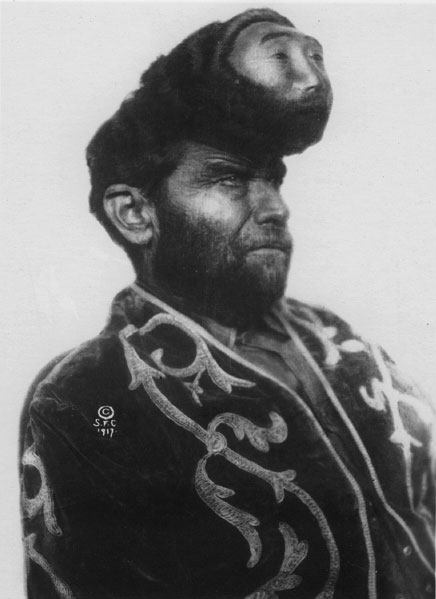
Pasqual Pinon fotografado em 1917.

Pasqual Pinon (1889–1929), conhecido como o mexicano de duas cabeças, foi um ator de circo no início do século XX.
Possuía um grande tumor na cabeça na época em que trabalhava em uma ferrovia no Texas. Então foi descoberto por um funcionário de um circo e foi convencido de que podia ganhar dinheiro com esta deformidade. Passou então a trabalhar no circo durante o resto de sua vida, onde ficou famoso depois de implantar uma falsa cabeça (não se sabe ao certo se era de cera ou de prata) no local onde havia o tumor.